# Ігровка (річка)
І́гровка (рос. Игровка) — річка в Кіясовському районі Удмуртії, Росія, права притока Кіясовки.
Річка починається на північно-західній околиці села Ігровка. Протікає на південний схід, після села Ігрово різко повертає на схід. Впадає до Кіясовки навпроти села Мале Кіясово.
На річці розташоване село Ігрово, де збудовано став та автомобільний міст.